# Maďarská koruna
Maďarská koruna (maďarsky: magyar korona) byla měna, která nahradila rakousko-uherskou korunu po rozpadu Rakouska-Uherska na území nově vzniklé Maďarské republiky, následné sovětské republiky a nakonec i Maďarského království. Měna trpěla vážnou inflací a byla k 1. lednu 1927 nahrazena za pengő.

## Úvod
Podle Trianonské smlouvy a dalších smluv upravujících situaci zemí vzniklých po rozpadu Rakouska-Uherska, musely být bývalé bankovky přeceněny novými státy a po daném přechodném období nahrazeny novými měnami. V případě Maďarska byla touto měnou koruna, která nahradila rakousko-uherskou korunu. Maďarsko bylo poslední zemí, která splnila podmínky dohody a navíc známky použité k přeceněný rakousko-uherských korun byly velmi snadno zkopírovatelné. Toto byl hlavní faktor, který vedl k hyperinflaci a nakonec k nahrazení maďarské koruny za pengő v poměru 12 500 korun = 1 pengő.

## Mince
Od doby uzavření mincovny ve měste Gyulafehérvár v Sedmihradsku (dnešní Alba Iulia v Rumunsku) v roce 1871 byla jedinou mincovnou na území Uherska ta ve městě Körmöcbánya (dnes Kremnica na Slovensku). Nicméně ta po rozpadu Rakouska-Uherska připadla k Československu a tak byly stroje z mincovny přesunuty do Budapešti a byly umístěny na různých místech, dokud nevznikla nová maďarská mincovna.
V rámci maďarské koruny byly raženy pouze mince o hodnotě 10 a 20 fillérů. První byly vyraženy již v roce 1919 v rámci Maďarské republiky rad ještě s původními ražebními značkami mincovny v Körmöcbánya a poté v letech 1920 a 1921, stále však s mincovními značkami z Körmöcbánya.

## Bankovky
První papírové bankovky vytištěné v Maďarsku byly o nominálních hodnotách 1, 2, 25 a 200 korun a byly podobné těm, které byly vydány ve Vídni po konci války. Použití těchto bankovek však bylo omezeno pouze na Rakousko a Maďarsko a později dokonce Rakousko považovalo Maďarské koruny za padělky. Později získala právo tisknout směnky v hodnotě 5, 10 a 20 korun Poštovní spořitelna, jelikož v Maďarsku ještě neexistovala žádná národní banka. Přeceňování bankovek rakousko-uherské banky začalo až v roce 1920 - jako poslední ze všech států bývalé monarchie. Nakonec byl založen Maďarský královský státní bankovní institut a bylo mu uděleno právo vydávat státní bankovky.